# Impasse de la Tour-d'Argent
L'impasse de la Tour-d'Argent est une voie publique de la commune française de Rouen.

## Situation et accès
Cette impasse débouche sur la rue Cauchoise, au numéro 87.

## Origine du nom
Elle doit son nom à une enseigne.

## Historique
Elle a été ouverte à proximité de l'ancienne enceinte de la ville et de la porte Cauchoise.
Fermée à son entrée par un bâtiment du XVIIe siècle donnant sur la rue Cauchoise, elle est notée au XXe siècle comme un lieu « obscur et humide », mais aussi comme une curiosité « pittoresque ».
En droit des marques, un arrêt de 1998 de la cour d'appel de Paris reconnaît à une société civile immobilière intitulée « Cauchoise Tour-d'Argent » le droit de conserver cette dénomination sans porter atteinte à la marque de La Tour d'Argent, le célèbre restaurant parisien, dès lors que son objet social est l'achat de trois logements voisins de cette impasse, sans relation avec la restauration ou le luxe.